# Les Forges, Vosges
Les Forges là một xã, nằm ở tỉnh Vosges trong vùng Grand Est của Pháp. Xã này có diện tích 7,14 km², dân số năm 1999 là 1806 người. Xã này nằm ở khu vực có độ cao trung bình 350 m trên mực nước biển.
Dân địa phương tiếng Pháp gọi là Forgerons.

## Biến động dân số
| Năm | 1962 | 1968 | 1975 | 1982 | 1990 | 1999 | 2006 |
| --- | ---- | ---- | ---- | ---- | ---- | ---- | ---- |
| Dân số | 629  | 773  | 1074 | 1352 | 1661 | 1806 | 2325 |
| From the year 1962 on: No double counting—residents of multiple communes (e.g. students and military personnel) are counted only once. |      |      |      |      |      |      |      |